# Bombe (météorologie)
Pour les articles homonymes, voir bombe.

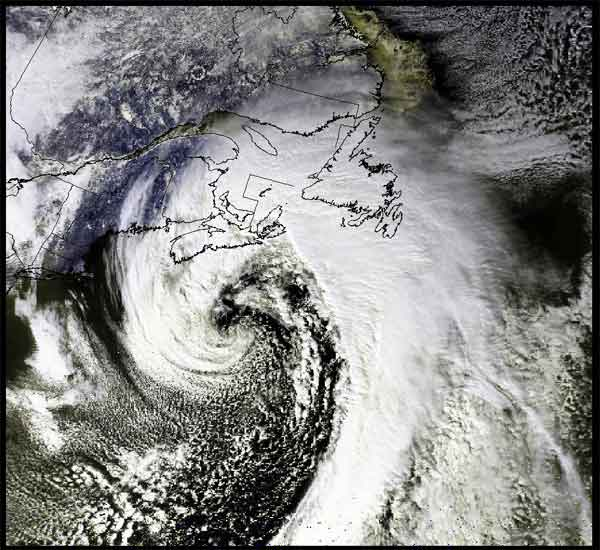
Tempête Juan blanc de février 2004 à développement explosif passant sur les provinces atlantiques du Canada.

En météorologie, une bombe, ou cyclogenèse explosive, est un cyclone extratropical à développement extrêmement rapide. Pour entrer dans cette catégorie, la pression centrale d'une dépression des latitudes moyennes doit baisser de 24 hPa ou plus en 24 heures,. C'est le célèbre météorologue suédois Tor Bergeron, du groupe norvégien de Bergen, qui a donné cette définition pour décrire le développement rapide d'une dépression en saison froide lorsque l'air très froid venant du continent passe au-dessus des océans, accompagné de forte dynamique atmosphérique. Ce phénomène qui crée une instabilité baroclinique extrême ne se limite pas cependant aux océans.
Bien que leur cyclogénèse soit totalement différente de celle des cyclones tropicaux, les bombes peuvent produire des vents du même ordre que les premières catégories de l'échelle de Saffir-Simpson et donner de fortes précipitations. Même si seulement une minorité des bombes deviennent aussi fortes, certaines ont causé des dommages importants.

## Définition et mauvais usage
Le terme « bombe météorologique » correspond strictement à une dépression des latitudes moyennes dont la pression centrale doit baisser de 24 hPa ou plus en 24 heures, et non son intensité. Il est souvent mal utilisé pour décrire un système qui cause des dégâts importants mais dont le creusement n'est pas aussi rapide. Donc un cyclone extratropical peut être une bombe mais ce ne sont pas tous les systèmes destructeurs qui sont des bombes.
Ainsi, en Nouvelle-Zélande et en Amérique du Nord, la plupart des bombes mentionnées dans les médias ne correspondent pas à la définition et le terme est le plus souvent utilisé pour une forte tempête, dont les tempêtes du Cap Hatteras, même si le développement est de moins de 24 hPa en 24 heures. Au Japon, ces développements rapides se nomment bombe cyclone (爆弾低気圧, bakudan teikiatsu) mais le terme peut également s'appliquer aux cyclones tropicaux,.

## Cyclogénèse
Le développement des cyclones extratropicaux a lieu le long de fronts météorologiques où on retrouve un cisaillement vertical important des vents. Ils sont donc classés comme des cyclones barocliniques. Ce cisaillement crée en altitude le courant-jet autour duquel on retrouve des zones de subsidence et d'ascendance de l'air. En effet, les vents au cœur du courant-jet sont plus forts qu'autour de celui-ci. Lorsqu'il se déplace, on a une accumulation d'air dans la zone d'où il s'approche et une perte dans celle qu'il délaisse. Dans les quadrants de divergence, on a une perte d'air en altitude ce qui crée un appel d'air des couches inférieures et génère une convergence en surface pour compenser.
Ce processus donne deux choses : une diminution de la pression à la surface, car la masse de la colonne d'air à cet endroit est moindre, et la rotation cyclonique de l'air, à cause de la déviation par la force de Coriolis. Le passage du courant-jet au-dessus d'une zone frontale plus ou moins stationnaire est donc l'initiateur de ce type de dépressions météorologiques.
Lorsque les pressions baissent de plus d'un millibar par heure, on nomme un tel cyclone une bombe,. Cette rapide chute de la pression atmosphérique est due à des forces importantes exercées par le courant-jet en présence d'une très large zone frontale qui permet l'injection d'air très froid dans la base du creux barométrique en altitude et qui l'intensifie.
Ces bombes font rapidement chuter la pression à moins de 980 hPa lorsque les conditions leur sont favorables, par exemple à proximité de gradients de température naturels (comme celui créé par le Gulf Stream) qui s'ajoutent à une zone frontale déjà présente dans l'atmosphère. Plus la divergence dans les hautes couches est importante, plus le cyclone se renforce.

### Caractéristiques comparatives
Ces cyclones extratropicaux ont une puissance comparable à celle d'un ouragan mais s'en différencient par :
- Cœur situé du côté froid d'une zone frontale alors qu'un cyclone tropical est à cœur chaud alimenté par la chaleur libérée par la convection atmosphérique ;
- Centre sous la zone de divergence en altitude d'un courant-jet alors qu'un cyclone tropical est inhibé par ces vents forts ;
- Ils se produisent durant la saison hivernale alors que les cyclones tropicaux sont estivaux ;
- Ils se développent dans les latitudes moyennes alors que les cyclones tropicaux se forment près de l'équateur.

## Climatologie

Tempête Xynthia en février 2010.

Les bombes météorologiques peuvent se produire partout où des dépressions se forment dans les latitudes moyennes lorsque de l'air arctique ou antarctique entre sur une zone plus chaude. Les côtes des continents sont des endroits particulièrement affectées car les eaux libres de glace offrent un contraste thermique important avec le continent, mais les bombes peuvent aussi se former sur les continents. En général, le développement rapide se produit à environ 400 milles marins (741 km) d'un creux barométrique très marqué à 500 hPa et près ou au nord d'un courant-jet se dirigeant vers le pôle. En moyenne annuelle, 45 dépressions des latitudes moyennes deviennent des bombes dans l'hémisphère nord et 26 dans celle du sud, surtout en hiver. Les bombes hors de cette saison sont plus fréquentes dans l'hémisphère sud. Le développement explosif se produit généralement au début de la vie du système et environ 20 % deviennent des systèmes destructeurs (27 % dans l'hémisphère nord et 17 % dans celui du sud). Les bombes hivernales ont un faible diamètre.
Dans l'hémisphère nord, les développements explosifs se produisent le plus souvent sur l'Atlantique Nord et le Pacifique Nord entre la mi-novembre et la fin de février. La plus grande fréquence se retrouve le long ou au nord du Gulf Stream, dans l'Atlantique, et du courant de Kuroshio, dans le Pacifique ouest.
Dans l'hémisphère sud, les bombes vont se développer dans la zone des Quarantièmes rugissants et affecter le sud de l'Australie et de l'Amérique du Sud, la Nouvelle-Zélande et l'Afrique austral de mai à août. Le courant est-australien est un lieu de formation privilégié. Ces systèmes peuvent également prendre naissance au sud du 50e parallèle sud et souvent se déplacer vers l'équateur, au lieu du pôle, contrairement au mouvement dans l'hémisphère nord.
Quelques exemples de développements explosifs :
- La pression la plus basse mesurée aux États-Unis lors d'un cyclone extratropical explosif fut de 951 millibars le 1er mars 1914 à Bridgehampton.
- Entre les 4 et 5 janvier 1989, un cyclone extratropical passant au sud de la Nouvelle-Écosse (Canada) engendra une chute de pression 66 hPa en 18 heures et sa pression centrale minimale atteignit 928 millibars, ce qui équivaut à un ouragan de classe 4[14].
- En Europe, des tempêtes comme Xynthia en février 2010 et celles de la fin de décembre 1999 furent des bombes météorologiques qui se creusèrent dans l'Atlantique Nord et causèrent d'importants dégâts sur le continent. Les tempêtes hivernales sur la Méditerranée sont du même type.